# Åke Truedsson

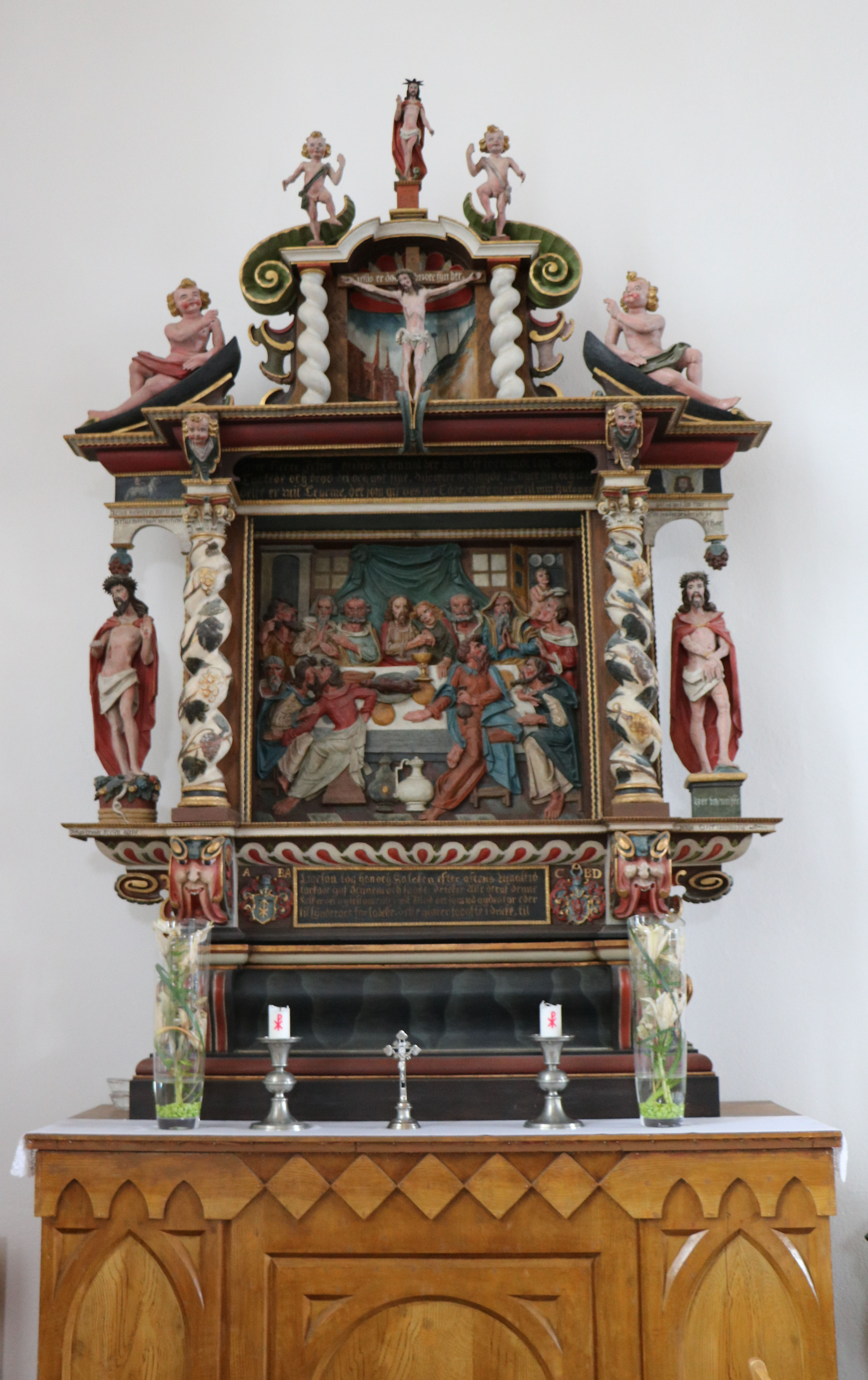
Åke Truedssons altaruppsats i Rödeby kyrka.

Åke Hakan Truedsson (Truet, Trutson), född 1645, död 1687 i Karlshamn, var en svensk bildhuggarmästare.
Truedsson utförde 1673 en altaruppsats till Rödeby gamla kyrka i Blekinge i en komposition med vridna kolonner, profilörer och änglafigurer i stil med den karolinska barocken. Likartade sniderier återfinns på predikstolarna i Edestads kyrka och Hjortsberga kyrka så man antar att Truedsson på något vis var inblandad även vid tillverkningen av dessa. Arkivaliskt bestyrkt förutom altaruppsatsen i Rödeby märks ett åtta-kantigt dopställ för Fridlevstads kyrka som han utförde 1682 och en läktare till Nättraby kyrka 1686 samt en nu försvunnen brudstol som målades av Johan Columbus. Ett flertal arbeten av kyrklig skulptur har attribuerats till Truedsson bland annat ett epitafium över prosten A Bager i Fridlevstads kyrka, konsoler med stående putti i Bräkne-Hoby kyrka men dessa är ej arkivaliskt bestyrkta. Troligen har Truedsson även utfört skulpturen Kristus trampande på en drake som numera förvaras vid Smålands museum. 